# 布雷泰亞羅馬訥鄉
45°40′00″N 23°01′00″E / 45.6667°N 23.0167°E
布雷泰亞羅馬訥鄉（羅馬尼亞語：Comuna Bretea Română, Hunedoara），是羅馬尼亞的鄉份，位於該國西部，由胡內多阿拉縣負責管轄，面積100平方公里，海拔高度265米，2007年人口2,929，人口密度每平方公里29人。